# 大内真
大内 真（おおうち しん、1997年7月26日 - ）は、ジャパンラグビーリーグワンリコーブラックラムズ東京に所属するラグビー選手。

## プロフィール
- 広島県出身。
- ポジションはフッカー (HO)。
- 身長: 183 cm、体重: 107 kg[2]
- 元ラグビー日本代表でかつてリコーや龍谷大学ラグビー部でプレーし同大学で監督も務めた大内寛文は父。[3]

## 略歴
日川高校 卒業後、NZに渡りチーフスU２０などでプレー。2020年、東芝ブレイブルーパス(現・東芝ブレイブルーパス東京)に加入。
2021年3月6日にジャパンラグビートップリーグ第3節三菱重工相模原ダイナボアーズ戦に途中出場で公式戦初出場を果たす。
2023年、リコーブラックラムズ東京に加入。
2024年6月、ベルファストに留学。なおチームとしてではなく個人での留学となる。